# 商廷修
商廷修（1859年—？），字少芝，号梅生，广州驻防漢軍正白旗人，清朝政治人物、進士出身。

## 生平
光緒二十四年（1898年），参加光緒戊戌科殿試，登進士二甲130名。同年五月，以主事分部学习。授戶部主事。
有侄商衍瀛、商衍鎏。皆進士。